# Signe de Galeazzi
Le signe de Galeazzi ou signe de Allis est un test clinique d'évaluation des risques de luxation de la hanche, principalement afin de tester la dysplasie développementale de la hanche. Il consiste à fléchir les genoux du nourrisson lorsqu'il est allongé sur le dos de manière que les pieds touchent la surface et que les chevilles touchent les fesses. Si les deux genoux ne sont pas au même niveau, le test est positif, indiquant une potentielle malformation congénitale de la hanche,.